# Abbaye de Hecklingen
L’abbaye Saint-Georges-et-Saint-Pancrace de Hecklingen est une ancienne abbaye bénédictine à Hecklingen, dans le diocèse de Magdebourg. Elle est lieu de culte de l'Église protestante d'Anhalt à Hecklingen depuis la Réforme du XVIe siècle.

## Histoire
Vers 1070, une abbaye bénédictine fut fondée à Kakelingen (aujourd'hui un village médiéval déserté près de Hecklingen). Les donateurs sont les seigneurs de Kakelingen. Les premières nonnes viennent de l'abbaye de Gerbstedt (de). Ermengard (Irmengard) von Kakelingen est la première abbesse. L'abbaye devient le lieu de sépulture familiale des seigneurs de Kakelingen, plus tard des comtes de Plötzkau (de) et de Konradsburg (de).
À partir de 1147, il appartient à un vogt des Ascaniens. La construction de la basilique commence entre 1150 et 1176. A la fin du XIIIe siècle, les moniales bénédictines adoptent la règle de saint Augustin, faisant de l'abbaye une abbaye augustinienne. En 1305, l'évêque d'Halberstadt Albert d'Anhalt fournit à l'abbaye les revenus de Köchstedt en plus des revenus déjà existants. Après 1319, les droits de bailliage reviennent aux princes d'Anhalt. En 1496, un incendie détruit des parties de l'abbaye, mais pas l'église.
En 1559, l'abbesse Barbara Schildes se convertit au luthérianisme. L'abbaye est sécularisée et transformée en manoir puis agrandie en château, qui détient la seigneurie sur le lieu. Douze ans plus tard, la famille von Trotha achète la propriété entière. L'église paroissiale protestante de Hecklingen est formée à partir de l'église abbatiale.

## Église
L'église consacrée à Georges de Lydda et Pancrace de Rome est une basilique romane à trois nefs avec un changement de colonne rhénan (colonne-pilier-colonne) et présente le schéma carré de manière classique.

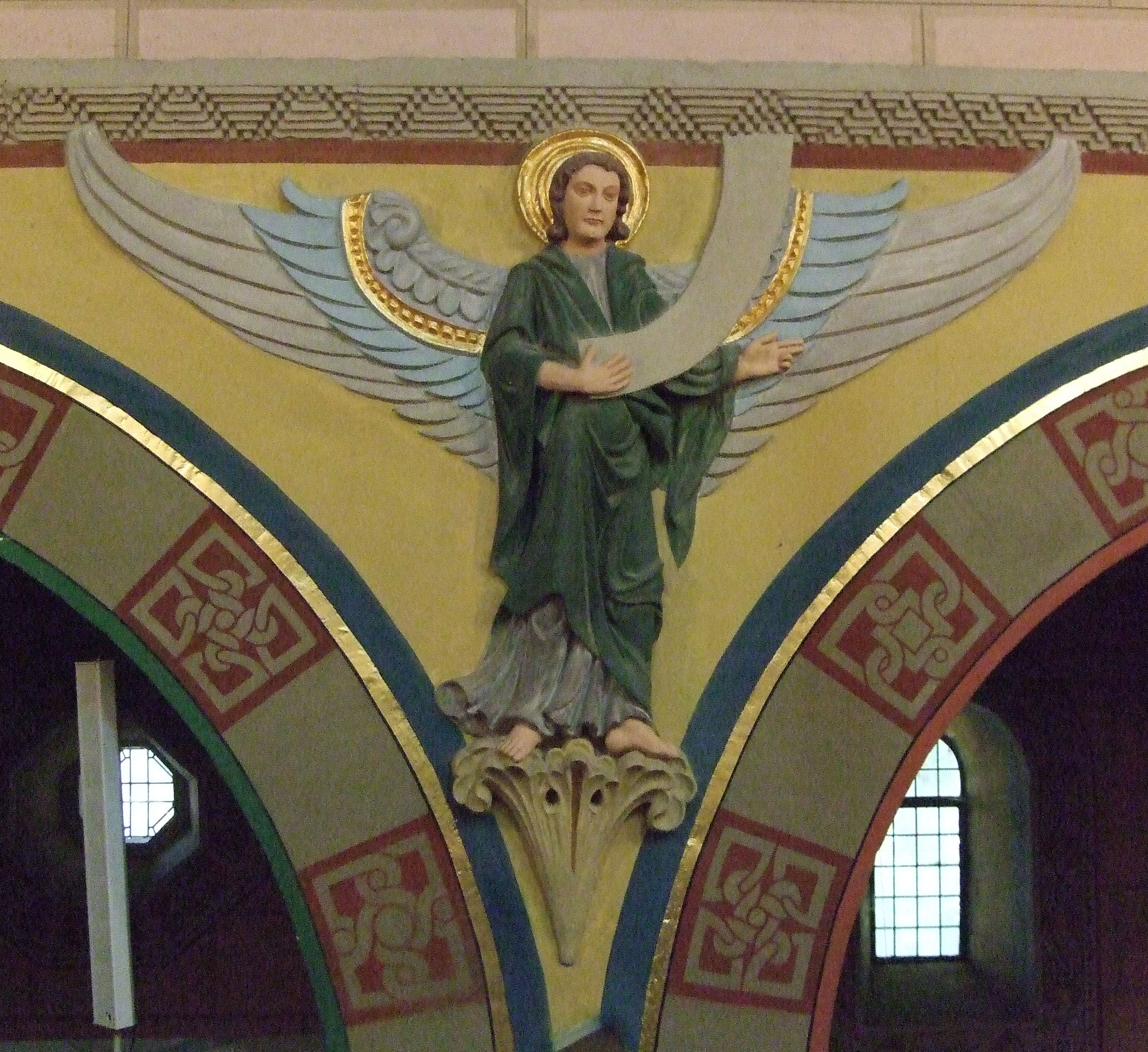
Ange.

Le cycle des anges, daté de 1225/30, est reconnu comme l'apogée du byzantinisme saxon. Les quatorze figures d'anges attachées aux arcades de la nef mesurent environ 1,25 m de haut et peuvent être interprétées comme un chœur d'anges apocalyptiques avec des lurs (les 4 figures d'angle) ou des rubans. Il y a également 5 têtes de donateurs du XIIe siècle, des reliefs de combattants, des chapiteaux et ornements en filigrane sous les galeries de 1240-1250 ainsi qu'une épitaphe de la Renaissance en grès de près de 10 m de long.
Depuis la Réforme protestante en Anhalt, l'église abbatiale dessert la paroisse réformée de Hecklingen, qui est rattachée à l'Église protestante d'Anhalt. Au milieu du XIXe siècle, le rang historique de la structure et de la sculpture du bâtiment de la basilique de Hecklingen s'affirme, de sorte que de 1878 à 1883 une restauration générale peut avoir lieu conformément au goût contemporain de l'historicisme. Pour l'intérieur de l'église, le sculpteur sur bois Gustav Kuntzsch (de), de Wernigerode, fournit l'autel, la chaire, les stalles et le buffet de l'orgue construit en 1884 par la firme de factures d'orgues Wilhelm Rühlmann (de), de Zörbig. La façade aux deux clochers est achevée de 1886 à 1889.
D'importants travaux de rénovation sont effectués de 1992 à 1996, essentiellement pour restaurer l'agencement néo-roman des salles. En 2000 et 2001, la restauration des anges est rafraîchie.